# Cool Frénésie
Albums de Rita Mitsouko
Acoustiques
(1996) Bestov
(2001)
Cool Frénésie, sorti chez Virgin Records en 2000, est le cinquième album studio des Rita Mitsouko. Il contient notamment les chansons Cool Frénésie, Femme de moyen âge, La sorcière et l'inquisiteur, Alors c'est quoi dans deux versions (la deuxième nommée « Allô !») et C'était un homme, où Catherine Ringer évoque son père, Sam Ringer, peintre polonais. Le dernier morceau est un instrumental typé « new age » sur laquelle Catherine Ringer vocalise sans paroles.

## Titres
| No  | Titre                                      | Durée |
| --- | ------------------------------------------ | ----- |
| 1.  | Cool frénésie                              | 3:52  |
| 2.  | Femme de moyen âge                         | 4:46  |
| 3.  | Toi & moi & elle                           | 5:34  |
| 4.  | La Sorcière et l'Inquisiteur               | 4:34  |
| 5.  | Dis-moi des mots (en duo avec Jean Néplin) | 4:26  |
| 6.  | Allô !                                     | 4:49  |
| 7.  | Gripshitrider in Paris                     | 4:13  |
| 8.  | C'était un homme                           | 4:34  |
| 9.  | Les Guerriers                              | 3:32  |
| 10. | Fatigué d'être fatigué                     | 4:20  |
| 11. | Pense à ta carrière                        | 5:16  |
| 12. | Un zéro                                    | 4:16  |
| 13. | Alors c'est quoi                           | 3:41  |
| 14. | Jam                                        | 6:37  |